# I think I can
「I think I can」（アイ・シンク・アイ・キャン）は、日本のロックバンド、the pillowsの18枚目のシングルである。2000年11月22日発売。発売元はキングレコード。

## 概要
ベスト盤『Fool on the planet』の先行シングル第2弾。日本テレビ系『スポーツMAX』エンディングテーマソング。
PVはアル・パチーノの『カリートの道』のオープニングをもとに、「単純に天地がズレるだけでインパクトがあるな」という考えを持ちアナログな方法で撮影された。「ヘッドホンマイクを使わずに口元に大きいマイクを縛り付けてるのがポイント。」と語っている。
隠しトラックの「We have a theme song (English version)」はこのシングルのみの収録。

## 収録曲
全作詞曲 : Sawao Yamanaka
1. I think I can
2. We have a theme song
3. Scent of sweet
  - 曲の後に「We have a theme song (English ver.)」が隠しトラックとして、収録されている。

## 収録アルバム

### I think I can
- ベスト『Fool on the planet』
- ベスト『FLCL Original Sound Track NO.3』

### We have a theme song & Scent of sweet
- B-Side集『Another morning, Another pillows』
- ベスト『LOSTMAN GO TO YESTERDAY』